# Tanaka Hideo
Tanaka Hideo (田中 英雄 Tanaka Hideo, sinh ngày 1 tháng 3 năm 1983 ở Uki, Kumamoto) là một cầu thủ bóng đá người Nhật Bản thi đấu ở vị trí tiền vệ cho câu lạc bộ Nhật Bản Tegevajaro Miyazaki.

## Thống kê sự nghiệp
Cập nhật đến ngày 8 tháng 3 năm 2018.
| Thành tích câu lạc bộ | Thành tích câu lạc bộ | Thành tích câu lạc bộ | Giải vô địch | Giải vô địch | Cúp                   | Cúp                   | Cúp Liên đoàn | Cúp Liên đoàn | Tổng cộng | Tổng cộng |
| Mùa giải              | Câu lạc bộ            | Giải vô địch          | Số trận      | Bàn thắng    | Số trận               | Bàn thắng             | Số trận       | Bàn thắng     | Số trận   | Bàn thắng |
| Nhật Bản              | Nhật Bản              | Nhật Bản              | Giải vô địch | Giải vô địch | Cúp Hoàng đế Nhật Bản | Cúp Hoàng đế Nhật Bản | Cúp Liên đoàn | Cúp Liên đoàn | Tổng cộng | Tổng cộng |
| --------------------- | --------------------- | --------------------- | ------------ | ------------ | --------------------- | --------------------- | ------------- | ------------- | --------- | --------- |
| 2005                  | Vissel Kobe           | J1 League             | 13           | 0            | 1                     | 0                     | 1             | 0             | 15        | 0         |
| 2006                  | Vissel Kobe           | J2 League             | 37           | 7            | 0                     | 0                     | -             | -             | 37        | 7         |
| 2007                  | Vissel Kobe           | J1 League             | 29           | 2            | 2                     | 0                     | 5             | 0             | 36        | 2         |
| 2008                  | Vissel Kobe           | J1 League             | 27           | 2            | 2                     | 0                     | 5             | 0             | 34        | 2         |
| 2009                  | Vissel Kobe           | J1 League             | 23           | 1            | 3                     | 0                     | 5             | 0             | 31        | 1         |
| 2010                  | Vissel Kobe           | J1 League             | 15           | 0            | 0                     | 0                     | 6             | 0             | 21        | 0         |
| 2011                  | Vissel Kobe           | J1 League             | 26           | 2            | 1                     | 0                     | 2             | 0             | 29        | 2         |
| 2012                  | Vissel Kobe           | J1 League             | 27           | 1            | 1                     | 0                     | 5             | 0             | 33        | 1         |
| 2013                  | Vissel Kobe           | J2 League             | 32           | 1            | 1                     | 0                     | -             | -             | 33        | 1         |
| 2014                  | Vissel Kobe           | J1 League             | 4            | 0            | 0                     | 0                     | 1             | 0             | 5         | 0         |
| 2014                  | Kyoto Sanga FC        | J2 League             | 12           | 0            | 0                     | 0                     | -             | -             | 12        | 0         |
| 2015                  | Vissel Kobe           | J1 League             | 14           | 1            | 4                     | 0                     | 4             | 0             | 19        | 1         |
| 2016                  | Vissel Kobe           | J1 League             | 15           | 0            | 0                     | 0                     | 6             | 0             | 21        | 0         |
| 2017                  | Vissel Kobe           | J1 League             | 15           | 0            | 0                     | 0                     | 6             | 0             | 21        | 0         |
| Tổng cộng sự nghiệp   | Tổng cộng sự nghiệp   | Tổng cộng sự nghiệp   | 259          | 17           | 15                    | 0                     | 34            | 0             | 308       | 17        |